# 20590 Bongiovanni
20590 Bongiovanni è un asteroide della fascia principale. Scoperto nel 1999, presenta un'orbita caratterizzata da un semiasse maggiore pari a 2,7689200 UA e da un'eccentricità di 0,0619492, inclinata di 4,16643° rispetto all'eclittica.